# Hillia triflora
Hillia triflora (Oerst.) C.M.Taylor è una pianta epifita della famiglia delle Rubiacee.

## Distribuzione e habitat
L'areale di questa specie comprende il Messico sud-orientale, parte dell'America centrale (Costa Rica, Nicaragua, Panama) e la Colombia..